# Scapa Flow
Koordináták: é. sz. 58° 53′ 32″, ny. h. 3° 03′ 00″58.892222°N 3.050000°W

Scapa Flow a térképen

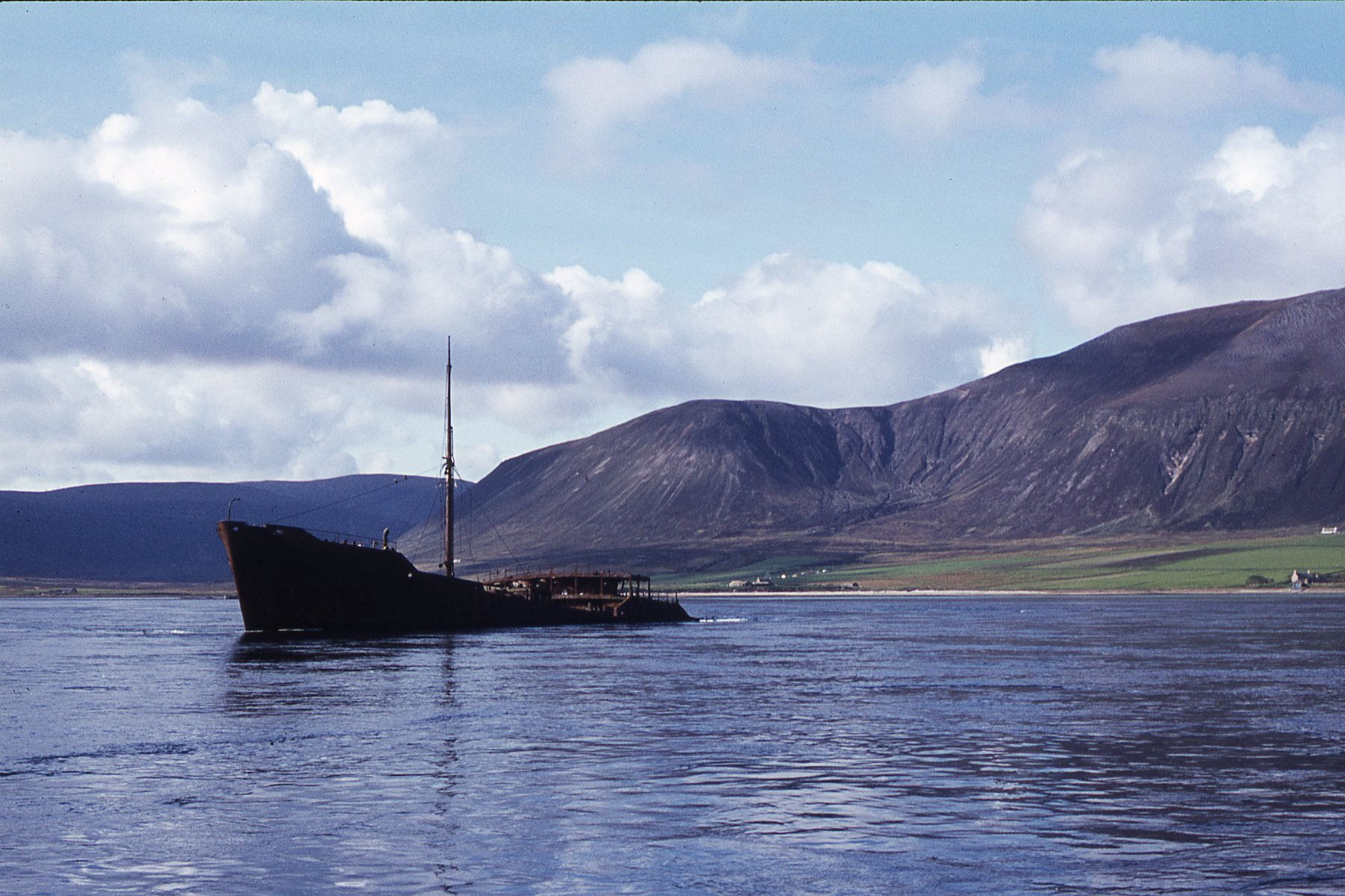
Az Inverlane hajó roncsai

A Scapa Flow egy 312 km² területű öböl a skóciai Orkney-szigeteknél, Mainlandtól délre, Hoytól keletre. Átlagosan 60 méter mély. Az öbölben több kisebb sziget található.
Az első és a második világháborúban ez volt a Brit Királyi Haditengerészet fő bázisa. A bázis az erre járó brit hadihajókat látta el üzemanyaggal a háborúk alatt. Az első világháború végén, a fegyverszünet után ide internálták a németek hajóhadának nagy részét, az internált tengerészek azonban 1919. június 21-én elsüllyesztették hajóikat, mielőtt azok az ellenség kezére juthattak volna. Az elvesztett hadihajókért a németeknek húsz évet kellett a bosszúra várniuk, ami azonban kegyetlenebbre sikerült, mint azt bárki is gondolta volna. 1939 októberében egy német tengeralattjáró, (az U–47 Günther Prien irányítása alatt) kihasználta a dagály miatti magas vízállást, és bejutott Scapa Flow vizére, majd megtorpedózta az ott horgonyzó Royal Oak csatahajót, és sértetlenül távozott. A süllyedő hatalmas test a legénység 833 tagját vitte magával hullámsírba.
Az első világháború után bőven volt ócskavas, nem tűnt hát jó üzletnek a kiemelés, ráadásul úgy gondolták, a normális hajóforgalmat nem fogja akadályozni a sok roncs. Utóbbiban tévedtek, és amikor újból értékes lett a fémhulladék, a húszas évektől megindult a roncsmentés.[pontosabban?] Számtalan újítás és ügyes ötlet bevetésével sikerült kiemelni még az olyan hatalmas hajókat is, mint a 26 000 tonnás Hindenburg csatahajó. Ha belegondolunk abba, hogy Skócia északi részén milyen az uralkodó időjárás, hány fokos jellemzően a víz és milyen szinten állt annak idején a búvártechnika, csak elismeréssel adózhatunk a teljesítmény előtt. Napjainkra mindazonáltal összesen hét nagyobb hajó roncsa maradt meg az öbölben, három közel 26 000 tonnás csatahajóé (König, Kronprinz Wilhelm és Markgraf) illetve négy cirkálóé (Brummer, Dresden, Köln és Karlsruhe).